# Parc Olympique Lyonnais

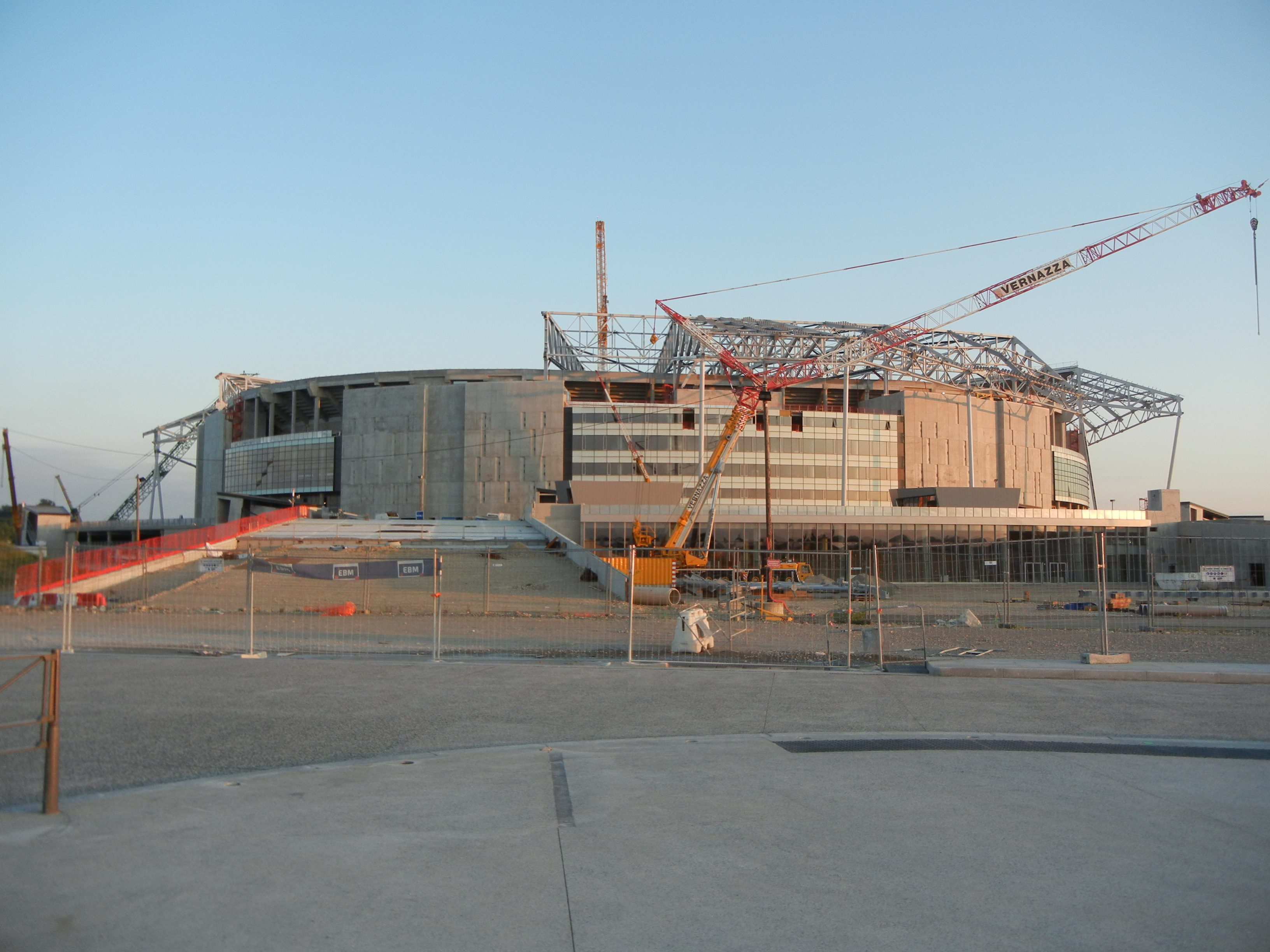
Parc Olympique Lyonnais under uppbyggnad i maj 2015.

Parc Olympique Lyonnais, även kallad Parc OL, är en fotbollsarena i Décines-Charpieu nära Lyon i Frankrike. Arenan rymmer 59 186 åskådare och ersatte Stade de Gerland som hemmaarena för Olympique Lyonnais.
Arenan är värd för europamästerskapet i fotboll 2016 och världsmästerskapet i fotboll för damer 2019.

## Historia
Den 1 september 2008 offentliggjorde Olympique Lyonnais ordförande Jean-Michel Aulas planer på att bygga en arena med kapacitet på 60 000 åskådare, preliminärt under namnet "OL Land", i Lyonförorten Décines-Charpieu. Projektet skulle även omfatta två hotell, ett fritidscenter samt affärs- och kontorslokaler.
Den 13 oktober 2008 klubbades bygget igenom med 180 miljoner euro från offentliga medel och mellan 60 och 80 miljoner från Lyonregionen. Sedan tillkännagivandet bromsades bygget på grund av långsam byråkrati, politiska intressen och olika grupper som motsatte sig bygget och såg arenan som ekonomiskt, ekologiskt och socialt fel för skattebetalarna och samhället i Décines. Projektet fortskred med en planerad invigning 2015.
Den 22 september 2009 rapporterade den franska tidningen L'Équipe att OL Land var en av tolv arenor som franska fotbollsförbundet skulle använda i landets anmälan till värdskap för fotbolls-EM 2016. Förbundet gjorde sina val officiella den 11 november 2009 och staden Lyon valdes som en plats att vara värd för matcher under turneringen. Efter landskapsplanering under 2012 inleddes byggandet av arenan sommaren 2013.
Lyon spelade sin första match på den nya arenan den 9 januari 2016, vilken man vann med 4-1 mot Troyes. Alexandre Lacazette gjorde det första målet på arenan.